# Discografia di Ana Mena
La discografia di Ana Mena, cantautrice, attrice e modella spagnola, è costituita da due album in studio, quarantasette singoli e cinquantadue video musicali (inclusi quelli come artista ospite), pubblicati dal 2010.

## Album in studio
| Anno | Titolo | Classifiche | Certificazioni |
| Anno | Titolo | ESP         | Certificazioni |
| ---- | --- | ----------- | -------------- |
| 2018 | Index - Pubblicato: 11 maggio 2018 - Etichetta: Sony Music - Formati: CD, download digitale, streaming         | 9           |                |
| 2023 | Bellodrama - Pubblicato: 24 marzo 2023 - Etichetta: Sony Music - Formati: CD, LP, download digitale, streaming | 1           | - ESP: Platino |

## Singoli

### Come artista principale
| Anno                                                                          | Titolo                                                                         | Classifiche | Classifiche | Classifiche | Classifiche | Classifiche | Certificazioni                                                                     | Album di provenienza      |
| Anno                                                                          | Titolo                                                                         | ESP         | ARG         | ITA         | FRA         | SWI         | Certificazioni                                                                     | Album di provenienza      |
| ----------------------------------------------------------------------------- | ------------------------------------------------------------------------------ | ----------- | ----------- | ----------- | ----------- | ----------- | ---------------------------------------------------------------------------------- | ------------------------- |
| 2015                                                                          | No soy como tú crees                                                           | —           | —           | —           | —           | —           |                                                                                    | Index                     |
| 2016                                                                          | Loco como yo                                                                   | —           | —           | —           | —           | —           |                                                                                    | Index                     |
| 2016                                                                          | Se fue                                                                         | —           | —           | —           | —           | —           |                                                                                    | Index                     |
| 2017                                                                          | Ahora lloras tú (feat. CNCO)                                                   | 78          | —           | —           | —           | —           | - ESP: Oro                                                                         | Index                     |
| 2017                                                                          | Mentira (feat. RK)                                                             | —           | —           | —           | —           | —           |                                                                                    | Index                     |
| 2018                                                                          | Ya es hora (con Becky G e De La Ghetto)                                        | 29          | —           | —           | —           | —           | - ESP: Platino                                                                     | Index                     |
| 2018                                                                          | Pa' dentro (feat. Sean Kingston)                                               | —           | —           | —           | —           | —           |                                                                                    | /                         |
| 2019                                                                          | El chisme (con Nio García ed Emilia)                                           | —           | —           | —           | —           | —           |                                                                                    | /                         |
| 2019                                                                          | Se te olvidó (con Deorro)                                                      | —           | —           | —           | —           | —           |                                                                                    | /                         |
| 2019                                                                          | Ahí (con Thalía)                                                               | —           | —           | —           | —           | —           | Valiente                                                                           |                           |
| 2019                                                                          | Como el agua (Remix) (con Omar Montes)                                         | 81          | —           | —           | —           | —           | - ESP: Oro                                                                         | /                         |
| 2020                                                                          | Sin aire                                                                       | —           | —           | —           | —           | —           |                                                                                    | /                         |
| 2020                                                                          | La pared (con Dellafuente)                                                     | 68          | —           | —           | —           | —           |                                                                                    | /                         |
| 2020                                                                          | A un passo dalla Luna / A un paso de la Luna (con Rocco Hunt e remix con Reik) | 4           | —           | 1           | 11          | 31          | - FRA: Diamante - ESP: Platino (6) + Oro (remix) - ITA: Platino (6) - SWI: Platino | Rivoluzione               |
| 2021                                                                          | Solo (con Omar Montes e Maffio)                                                | 7           | —           | —           | —           | —           | - ESP: Platino (3)                                                                 | Eso es mental             |
| 2021                                                                          | Un bacio all'improvviso / Un beso de improviso (con Rocco Hunt)                | 55          | —           | 4           | —           | —           | - ESP: Platino (2) - ITA: Platino (4)                                              | /                         |
| 2021                                                                          | Sol y mar (con Federico Rossi)                                                 | —           | —           | —           | —           | —           |                                                                                    | /                         |
| 2021                                                                          | Música ligera                                                                  | 11          | —           | —           | —           | —           | - ESP: Platino (3)                                                                 | Bellodrama                |
| 2022                                                                          | Duecentomila ore / Cuando la noche arriba                                      | 90          | —           | 18          | —           | —           | - ESP: Oro - ITA: Oro                                                              | /                         |
| 2022                                                                          | Quiero decirte (con Abraham Mateo)                                             | 30          | —           | —           | —           | —           | - ESP: Platino (4)                                                                 | Insomnio                  |
| 2022                                                                          | Mezzanotte / Las 12 (remix con Belinda)                                        | 7           | —           | 85          | —           | —           | - ESP: Platino (6) - ITA: Oro                                                      | Bellodrama                |
| 2023                                                                          | Un clásico                                                                     | 53          | —           | —           | —           | —           | - ESP: Platino (2)                                                                 | Bellodrama                |
| 2023                                                                          | Me he pillao x ti (con Natalia Lacunza)                                        | 52          | —           | —           | —           | —           | - ESP: Oro                                                                         | Bellodrama                |
| 2023                                                                          | Lentamente                                                                     | 72          | —           | —           | —           | —           |                                                                                    | Bellodrama                |
| 2023                                                                          | Acquamarina (con Guè)                                                          | —           | —           | —           | —           | —           | /                                                                                  |                           |
| 2023                                                                          | Melodia criminal / Criminal (con Fred De Palma)                                | —           | —           | 48          | —           | —           | /                                                                                  | - ITA: Oro                |
| 2023                                                                          | Madrid City                                                                    | 8           | —           | —           | 116         | —           | /                                                                                  | - ESP: Platino (3)        |
| 2024                                                                          | La razón (con Gale)                                                            | 78          | —           | —           | —           | —           | /                                                                                  | - ESP: Oro                |
| 2024                                                                          | Cinema spento (feat. Dargen D'Amico)                                           | —           | —           | —           | —           | —           | /                                                                                  |                           |
| 2024                                                                          | Carita triste (con Emilia)                                                     | 6           | 18          | —           | —           | —           | /                                                                                  | - ARG: Oro - ESP: Platino |
| 2024                                                                          | Como amigos (con i Miranda!)                                                   | —           | 92          | —           | —           | —           |                                                                                    | Nuevo Hotel Miranda!      |
| "—" indica una pubblicazione non classificata o non pubblicata in quel Paese. |                                                                                |             |             |             |             |             |                                                                                    |                           |

### Come artista ospite
| Anno                                                                          | Titolo                                                                         | Classifiche | Classifiche | Classifiche | Classifiche | Certificazioni                        | Album di provenienza     |
| Anno                                                                          | Titolo                                                                         | ESP         | ITA         | MEX Pop     | SWI         | Certificazioni                        | Album di provenienza     |
| ----------------------------------------------------------------------------- | ------------------------------------------------------------------------------ | ----------- | ----------- | ----------- | ----------- | ------------------------------------- | ------------------------ |
| 2016                                                                          | Dama y vagabundo (Bromas Aparte feat. Ana Mena)                                | —           | —           | —           | —           |                                       | /                        |
| 2017                                                                          | No soy el mismo (Xriz feat. Ana Mena)                                          | —           | —           | —           | —           |                                       | /                        |
| 2017                                                                          | Quiero (Critica e Saik feat. Ana Mena)                                         | —           | —           | —           | —           |                                       | /                        |
| 2018                                                                          | Prohibido (Remix) (CD9 feat. Lali e Ana Mena)                                  | —           | —           | 16          | —           |                                       | /                        |
| 2018                                                                          | D'estate non vale (Fred De Palma feat. Ana Mena)                               | —           | 6           | —           | —           | - ITA: Platino (3)                    | Uebe                     |
| 2018                                                                          | Momento (Gente de Zona feat. Ana Mena)                                         | —           | —           | —           | —           |                                       | /                        |
| 2019                                                                          | Una volta ancora / Se Iluminaba (Fred De Palma feat. Ana Mena)                 | 6           | 1           | —           | 61          | - ESP: Platino (5) - ITA: Platino (7) | Uebe Bellodrama          |
| 2019                                                                          | Ahora me toca (Juan Magán feat. Ana Mena, Rangel e Yago)                       | —           | —           | —           | —           |                                       | 4.0                      |
| 2019                                                                          | #Todefila (Moncho Chavea feat. Ana Mena e Bandaga)                             | —           | —           | —           | —           | /                                     |                          |
| 2020                                                                          | No es para tanto (Carlos Baute feat. Ana Mena e Yera)                          | —           | —           | —           | —           | /                                     |                          |
| 2021                                                                          | Himno de la alegría (con vari artisti)                                         | —           | —           | —           | —           | - ESP: Oro                            | Sinfonia n. 9            |
| 2021                                                                          | Me quedo (Nil Moliner feat. Ana Mena)                                          | 98          | —           | —           | —           |                                       | Un secreto al que gritar |
| 2022                                                                          | No dejes que pase el tiempo (Dorian feat. Ana Mena)                            | —           | —           | —           | —           | Ritual                                |                          |
| 2022                                                                          | La guerra de los besos (Macaco feat. Ana Mena e Bejo)                          | —           | —           | —           | —           | Vuélame el corazón                    |                          |
| 2022                                                                          | Senza niente da dire (Jake La Furia feat. Ana Mena)                            | —           | —           | —           | —           | Ferro del mestiere                    |                          |
| 2022                                                                          | Octubre (Moneo e Sherry Fino feat. Ana Mena)                                   | —           | —           | —           | —           | /                                     |                          |
| 2023                                                                          | Aventura (Zabdiel feat. Ana Mena)                                              | —           | —           | —           | —           | /                                     |                          |
| 2023                                                                          | Antes de novios (Mario Bautista feat. Ana Mena)                                | —           | —           | —           | —           | /                                     |                          |
| 2023                                                                          | Diles (Malú feat. Ana Mena)                                                    | —           | —           | —           | —           | A todo sí                             |                          |
| 2024                                                                          | Como yo te quiero (Khea feat. Ana Mena)                                        | —           | —           | —           | —           | Serotonina (Deluxe)                   |                          |
| 2024                                                                          | Camionetota (FMK feat. Omar Montes, Ana Mena, Lit Killah, Rusherking e Mesita) | —           | —           | —           | —           | /                                     |                          |
| 2024                                                                          | Espacio en tu corazón (Remix) (Enrique Iglesias feat. Ana Mena)                | —           | —           | —           | —           | /                                     |                          |
| 2025                                                                          | Por tu calle (Pepe y Vizio feat. Ana Mena e Kiddo)                             | —           | —           | —           | —           | Puchero                               |                          |
| "—" indica una pubblicazione non classificata o non pubblicata in quel Paese. |                                                                                |             |             |             |             |                                       |                          |

### Singoli promozionali
| Anno | Titolo                            | Album di provenienza         |
| ---- | --------------------------------- | ---------------------------- |
| 2010 | Nuestra canción de Navidad        | /                            |
| 2011 | Voy a brillar                     | Sharpay's Fabulous Adventure |
| 2017 | Te falta veneno                   | /                            |
| 2018 | Aprendí a olvidar (con Solero)    | Index                        |
| 2018 | Te deseo lo mejor                 | Index                        |
| 2021 | Navidad contigo (con Jean & Alex) | /                            |
| 2024 | La gata bajo la lluvia            | /                            |

## Collaborazioni
| Anno | Titolo                                                    | Album di provenienza  |
| ---- | --------------------------------------------------------- | --------------------- |
| 2017 | Mama (Matt Terry feat. Ana Mena)                          | Trouble               |
| 2020 | Dime que no (Zade feat. Ana Mena)                         | /                     |
| 2022 | Ave de paso (Pablo Alborán feat. Ana Mena)                | La cuarta hoja        |
| 2023 | Viva el amor! (Paola & Chiara feat. Ana Mena)             | Per sempre            |
| 2023 | Scrivimi con la tua voce (Federica Abbate feat. Ana Mena) | Canzoni per gli altri |

## Autrice e compositrice per altri artisti
| Anno | Titolo         | Artista                                 |
| ---- | -------------- | --------------------------------------- |
| 2023 | Puerta del Sol | Mar Lucas, Juan Magán, Cali e El Dandee |

## Video musicali
| Anno | Titolo                             | Regista/i         |
| ---- | ---------------------------------- | ----------------- |
| 2010 | Nuestra canción de Navidad         | —                 |
| 2011 | Voy a brilar                       | —                 |
| 2016 | No soy como tú crees               | —                 |
| 2016 | No soy como tú crees (dance video) | —                 |
| 2016 | Loco como yo                       | —                 |
| 2016 | Se fue                             | —                 |
| 2017 | Ahora lloras tú                    | Mauri D Galiano   |
| 2017 | No soy el mismo                    | —                 |
| 2017 | Quiero                             | —                 |
| 2017 | Mentira                            | —                 |
| 2018 | Ya es hora                         | Mauri D Galiano   |
| 2018 | Te deseo lo mejor                  | —                 |
| 2018 | D'estate non vale                  | Mauro Russo       |
| 2018 | Prohibido (Remix)                  | The Broducers     |
| 2018 | A quien quiera escuchar            | Quique Santamaría |
| 2018 | Pa' dentro                         | —                 |
| 2019 | El chisme                          | —                 |
| 2019 | Una volta ancora                   | Mauro Russo       |
| 2019 | #Todefila                          | —                 |
| 2019 | Se Iluminaba                       | Mauro Russo       |
| 2019 | Ahora me toca                      | —                 |
| 2019 | Se te olvidó                       | —                 |
| 2019 | Como el agua (Remix)               | Fabricio Jiménez  |
| 2020 | No es para tanto                   | —                 |
| 2020 | Sin aire                           | —                 |
| 2020 | La pared                           | Mario Arenas      |
| 2020 | A un passo dalla Luna              | The Astronauts    |
| 2020 | A un paso de la Luna               | The Astronauts    |
| 2021 | Solo                               | Pablo Hernández   |
| 2021 | Himno a la alegría                 | —                 |
| 2021 | Un bacio all'improvviso            | Fabrizio Conte    |
| 2021 | Un beso de improviso               | Fabrizio Conte    |
| 2021 | Me quedo                           | Gustavo Arens     |
| 2021 | Sol y mar                          | Daniele Barbiero  |
| 2021 | Música ligera                      | Willy Rodríguez   |
| 2021 | Navidad contigo                    | —                 |
| 2022 | Duecentomila ore                   | Mauro Russo       |
| 2022 | Cuando la noche arriba             | Mauro Russo       |
| 2022 | No dejes que pase el tiempo        | Willy Rodríguez   |
| 2022 | La guerra de los besos             | Gus Carballo      |
| 2022 | Quiero decirte                     | Willy Rodríguez   |
| 2022 | Mezzanotte                         | Pablo H. Smith    |
| 2022 | Las 12                             | Pablo H. Smith    |
| 2023 | Un clásico                         | Willy Rodríguez   |
| 2023 | Me he pillao x ti                  | Quique Santamaría |
| 2023 | Lentamente                         | Willy Rodríguez   |
| 2023 | Acquamarina                        | Quique Santamaría |
| 2023 | Melodia criminal                   | Marc Lucas        |
| 2023 | Criminal                           | Marc Lucas        |
| 2023 | Madrid City                        | Quique Santamaría |
| 2024 | Como yo te quiero                  | —                 |
| 2024 | La razón                           | Willy Rodríguez   |
| 2024 | Cinema spento                      | Quique Santamaría |
| 2024 | Carita triste                      | Willy Rodríguez   |
| 2024 | Como amigos                        | —                 |
| 2025 | Por tu calle                       | Yungakita e Revs  |